# Midnight Ride
Midnight Ride é um filme de ação e suspense produzido nos Estados Unidos, dirigido por Bob Bralver e lançado em 1990.